# Baldassare Castiglione
Baldassare Castiglione, hrabě z Novilara (6. prosince 1478 – 2. února 1529) byl italský dvořan, diplomat, voják a spisovatel.

## Život
Narodil se v Castticu poblíž Mantovy ve šlechtické rodině, od šestnácti let studoval v Miláně, po smrti svého otce v roce 1499 se stal hlavou své rodiny, což s sebou neslo dvorské povinnosti vůči rodině Gonzaga. Členy této rodiny často doprovázel na jejich cestách. Dvůr rodiny Gonzagů v Mantově byl ve své době pokládán za nejvznešenější v Itálii a Castiglione se tak setkával s nejvýznamnějšími kulturními i politickými osobnostmi své doby.
V Římě se v roce 1504 setkal s Guidobaldem da Montefeltro a odjel s ním na jeho dvůr v Urbinu, kde vytvořil své nejvýznamnější dílo. Když se zapojil do bojů papeže Julia II. proti Benátkám, obdržel za zásluhy titul hraběte z Novilara. Po zvolení papeže Lva X. byl k němu Castiglione poslán jako vyslanec. V Římě se seznámil s malířem Raffaelem Santim, stali se blízkými přáteli a Raffael namaloval jeho slavný portrét. V roce 1516 se oženil s Ippolitou Torelli, šlechtičnou s velmi staré rodiny, kterou velmi miloval (dochovaly se dva Castiglioneho velmi intenzivní milostné dopisy), která ale zemřela čtyři roky po svatbě.
V roce 1521 ho papež Lev X. povolal do kněžské služby, v roce 1524 byl vyslán do Španělska jako apoštolský nuncius. Úzce se spřátelil s králem Karlem V. a byl na něj nasazen jako jakýsi špion. Při tomto pobytu ve Španělsku v Toledu ve věku padesáti let zemřel.

## Dílo
V roce 1528 vydal v Benátkách své nejslavnější dílo, rozsáhlý spis Dvořan (Il libro del Cortegiano), v níž formou dialogu popisuje svou představu o ideálním renesančním dvořanovi a ideální šlechtické dámě. Kniha byla velmi uznávaná, velmi rychle přeložena do mnoha jazyků (velký ohlas měla např. polská adaptace Polský dvořan Ł. Górnického nebo španělský překlad Juana Boscána). Jen v letech 1528–1616 byla vydána ve 108 vydáních. Český překlad Adolfa Felixe vyšel v roce 1978. Byla přeložena i do češtiny, Pietro Aretino na ni napsal pornografickou parodii La Cortegiana, popisující dokonalou prostitutku.
Nejvýznamnějším básnickým dílem je poměrně rozsáhlá ekloga Tirsi (1506), v níž alegorickým způsobem popisuje dvůr v Urbinu. Tuto dramatickou báseň sám na dvoře hrál a setkala se s velkým ohlasem. Jeho drobnější díla jsou velmi málo známá. Jako většina intelektuálů své doby psal básně v italštině a latině, v italštině zejména milostné sonety a kanzóny v petrarcovském stylu, z nichž je známější jen sonet Superbi colli e voi, sacre ruine, který se stal inspriací pro preromantické básníky, v latině zejména dvě elegie, a to na smrt malíře Raffaela a na smrt své manželky. Jeho dopisy, v nichž podrobně popisuje svou dobu a její význačné osobnosti, mají velký význam pro historické bádání.